# Art of Cookery
Art of Cookery (en castellano: El arte de cocinar) es un libro de cocina escrito en 1747, por Hannah Glasse (1708-1770). Es conocido también por el título largo original The Art of Cookery made Plain and Easy. El Art of Cookery representa uno de los documentos más importantes para estudiar las prácticas culinarias del Reino Unido y de las trece colonias norteamericanas durante el periodo final del siglo XVIII y comienzos del XIX. Fue una referencia dominante para los cocineros domésticos angloparlantes a lo largo del mundo y en menor medida se ha empleado para hacer investigación histórica culinaria y reconstrucción de platos antiguos. 

## Características
Al igual que en los tiempos modernos el libro The Joy of Cooking el libro de Hannah se actualizó en numerosas ocasiones, tanto durante su vida como después de forma póstuma. De esta forma el libro continuó siendo vigente desde el punto de vista culinario hasta finales de siglo XIX. 
Hannah escribió la mayoría de sus recetarios domésticos (a los que se suele referir como "lower sort"), en un tono conversador, agradable, como para alguien que desea aprender una receta de su abuela. En su nota "Al lector" explica que usa este lenguaje sencillo para que los sirvientes lo puedan entender. Se encuentran en las descripciones alimentos fácilmente reconocibles hoy en día. Por ejemplo, entre las recetas se encuentra la del pudin de Yorkshire y el gooseberry fool, también existen trazas del estilo cocina india que ya por esa época comenzaba a establecerse en el territorio. Hannah muestra en la obra desaprobación hacia la cocina francesa y la invasión que protagonizaba en algunas de las descripciones culinarias inglesas de su época. En la actualidad existen diversas impresiones facsímil publicadas.

## Miscelánea
En 1995 la editorial Prospect Books publica una edición facsímil de la edición de 1747, con una introducción de Jennifer Stead y Priscilla Bain, así como un glosario de Alan Davidson. ISBN 0907325580
En 1997 la editorial Applewood Books publica un facsímil de la edición Alexandria 1805 (la primera edición estadounidense, impresa en Alexandria, VA, USA, por Cottom and Stewart), con una introducción y glosario de la historiadora Karen Hess. Applewood Books: Bedford, Mass. ISBN 978-1557094629